# Elizabeth McCoy
Pour les articles homonymes, voir McCoy.
Elizabeth McCoy (1er février 1903 - 24 mars 1978) est une microbiologiste américaine et professeure à l'université du Wisconsin à Madison.

## Biographie

### Enfance
Elizabeth McCoy est née à Madison, dans le Wisconsin, le 1er février 1903. Ses parents, Esther Williamson et Cassius James McCoy, ont tous deux fait des études supérieures. Son père a travaillé comme  professeur au collège mais a dû prendre sa retraite pour des raisons de santé. Sa mère était professeure puis infirmière en exercice pendant six ans. En grandissant, McCoy s'intéresse déjà à la microbiologie. La mère d'Elizabeth McCoy lui enseigne les bases de la microbiologie, les maladies respiratoires et les techniques de mise en conserves tandis que son père, lui a enseigné des notions de pasteurisation et sur la tuberculose.

### Carrière
Elizabeth McCoy obtient son doctorat à l'université du Wisconsin en 1929 et rejoint la faculté de l'école. Ses recherches ont apporté des contributions importantes dans de nombreux domaines de la microbiologie, et elle devient l'une des premières femmes éminentes dans ce domaine. Alors qu'elle travaille sur un projet gouvernemental à l'université du Wisconsin pendant la Seconde Guerre mondiale, Elizabeth McCoy créée des souches mutantes de Penicillium par irradiation de rayons X et d'ultraviolet et en découvre une produisant 900 fois plus de pénicilline que celle d'Alexander Fleming ; cette découverte a permis la production commerciale à grande échelle du médicament,. À la suite de cette découverte, elle devient l'une des premières femmes professeure titulaire de l'université du Wisconsin.
Elizabeth McCoy a de nombreuses autres réalisations en matière de recherche. Elle a mis au point l'antibiotique oligomycine et bien que ce médicament ne soit jamais devenu un traitement utile pour la maladie, il est toujours utilisé en recherche. Elle a également fait partie de l'équipe qui découvre Moorella thermoacetica, un organisme modèle important pour développer la compréhension de la voie métabolique de l'acétyl Co-A. Les autres recherches de McCoy comprennent des travaux sur la microbiologie du sol, la microbiologie des plans d'eau et le botulisme,.
La maison d'Elizabeth McCoy (en) à Fitchburg (Wisconsin), où elle vit de 1949 à sa mort, est inscrite au Registre national des lieux historiques.

## Publications (sélection)
- Les bactéries anaérobies et leurs activités dans la nature et la maladie ; une bibliographie thématique, 1939 et 1941
- Rôle des bactéries dans le cycle de l'azote dans les lacs, 1972
- Les bactéries anaérobies et leurs activités dans la nature et la maladie, 1941
- Étude cytologique et histologique des nodules racinaires du haricot, Phaseolus vulgaris L., 1929
- Les bactéries anaérobies et leurs activités dans la nature et la maladie